# Hildegard Heise

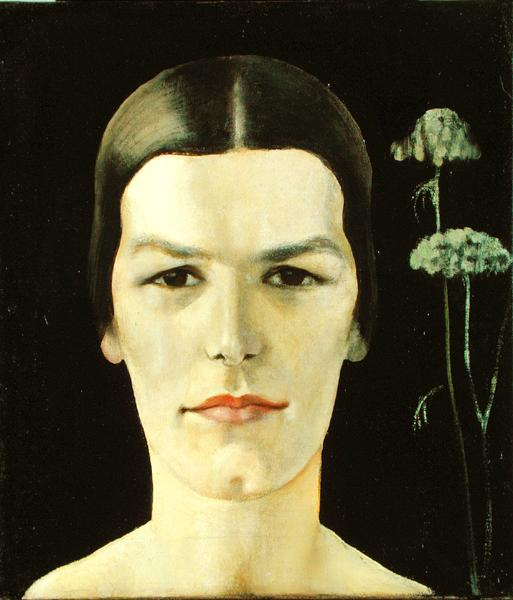
Anita Rée: Bildnis Hildegard Heise (1928)

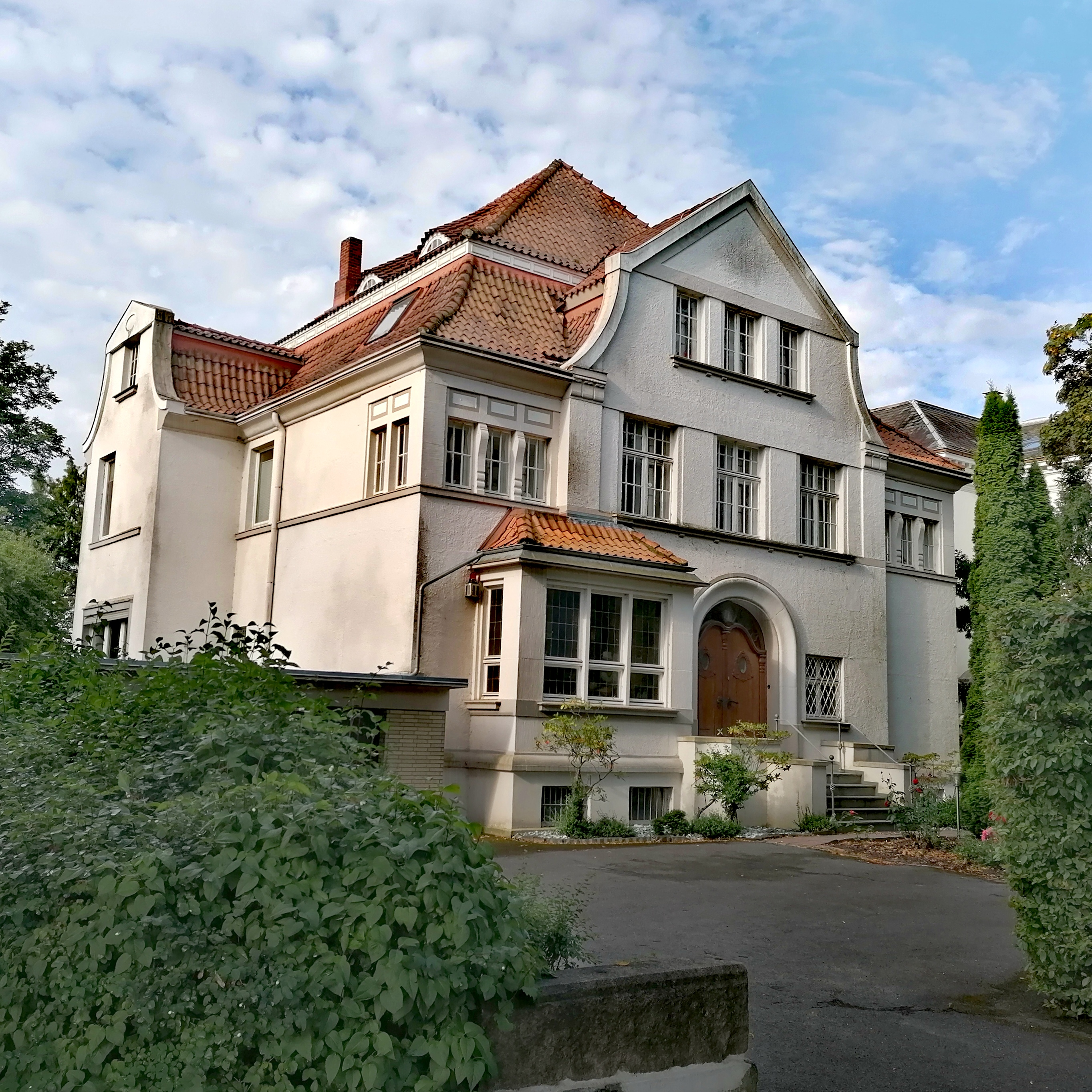
Lübeckische Wohnung

Hildegard Heise, geb. Neumann (* 1. Juni 1897 in Lübeck; † 19. Dezember 1979 in Hamburg) war eine deutsche Fotografin der Neuen Sachlichkeit.

## Leben
Hildegard Heise wurde als Tochter des Lübecker Bürgermeisters Johann Martin Andreas Neumann geboren und besuchte bis 1913 das Lübecker Lyceum, aus dem später die Thomas-Mann-Schule hervorging. Von 1916 bis 1919 verfolgte sie während des Ersten Weltkriegs in Lübeck und Berlin zunächst eine Ausbildung in Sozialberufen und wurde Kindergärtnerin und Säuglingspflegerin. 1920 war sie als Schulpflegerin in ihrer Heimatstadt tätig. Dort heiratete sie 1922 den Museumsdirektor und Behnhausgründer Carl Georg Heise.
Ab 1928 begann sie eine Photographenlehre bei Albert Renger-Patzsch in Bad Harzburg, dem sie bis zu dessen Tod 1966 verbunden blieb.
Im nächsten Ausbildungsabschnitt war sie mehrere Monate bei Hans Finsler auf Burg Giebichenstein und danach für weitere drei Monate bei Grete Kolliner (1892–1933) in Wien. Von 1934 bis 1945 hatten Heises ihren Wohnsitz dann in Berlin als Wohnungsnachbarn von Theodor Heuss, wo ihr Mann, der auf Empfehlung von Thomas Mann nicht ins Exil gegangen war, als Berater für den Gebr. Mann Verlag tätig war. Ab 1945 lebten Heises in Hamburg, wo Heise bis 1955 Direktor der Hamburger Kunsthalle war. 1960 zog es sie beide nach Nußdorf am Inn. Im vorgerückten Alter lebte das kinderlose Ehepaar ab 1973 im Wohnstift Augustinum in Mölln und ab 1975 in einer Seniorenresidenz am Klövensteen in Hamburg-Rissen.
Nach dem Tode ihrer Freundin Anita Rée fotografierte sie 1935 sämtliche Bilder im Nachlass vor deren Verteilung an die Freunde Rées durch deren Testamentsvollstrecker und schuf so ein wichtiges Zeugnis ihres künstlerischen Werkes vor dessen Verfemung als Entartete Kunst.

## Werke
- Das Lübecker Orgelbuch. Einführung von Walter Kraft. 24 Bilder von Hildegard Heise Lübeck: Nordische Gesellschaft [1931]
- mit Carl Georg Heise (Hrsg.): Anita Rée: Hamburg, 1885-1933. Ein Gedenkbuch von ihren Freunden. Hamburg: Christians [1968]
- Fotographische Aufnahmen aus vier Jahrzehnten, Hamburg 1975